# Минато, Канаэ
Канаэ Минато (яп. 湊かなえ Минато Канаэ, род. 1973 год, Хиросима,, Япония) — японская писательница, работающая в жанрах криминальных детективов и триллеров. Член японской ассоциации Honkaku Mystery Writers Club of Japan.. Лауреат премии Alex Awards (2015) и Премии Сюгоро Ямамото.

## Биография
Канаэ Минато родилась в 1973 году в городе Инносима, префектура Хиросима. Писать начала в тридцатилетнем возрасте. Её первый роман «Признания» стал бестселлером и получил премию Japan Booksellers' Award. Стеф Ча из Los Angeles Times назвала «Признания» «тошнотворной историей о морали и справедливости, с жестокими поворотами, которые уронят вашу челюсть прямо на пол», а автор Library Journal Дженнифер Фанк назвала роман «жутким и завораживающим психологическим триллером, который бросает вызов условностям добра и зла».
В юности была заядлой поклонницей таинственных романов Эдогавы Рампо, Мориса Леблана, Агаты Кристи, Кэйго Хигасино, Миюки Миябэ и Юкито Аяцудзи.
В Японии её называют «королевой иямису». Иямису — поджанр детектива, в котором рассматриваются жуткие эпизоды и тёмные стороны человеческой натуры. Термин был создан в 2006 г. критиком Аой Симоцуки. Примерно с 2012 года в Японии наблюдается бум иямису. Представителями жанра в Японии считаются Канаэ Минато, Махокару Нумата и Юкико Мари. На задней обложке японского издания романа «Исчезнувшая», вышедшего в июне 2013 года, было написано: «Один из лучших зарубежных романов иямису».
Английское издание «Признаний» Минато, вышедшее в августе 2014 года, критик назвал «японской „Исчезнувшей“».
Wall Street Journal выбрал «Признания» в качестве одного из 10 лучших детективов 2014 года.

## Произведения
- Признания / Kokuhaku (告白), 2008
- Shōjo (少女), 2009
- Shokuzai (贖罪), 2009
- Enu no Tame ni (Nのために), 2010
- Yakō Kanransha (夜行観覧車), 2010
- Hana no Kusari (花の鎖), 2011
- Kyōgū (境遇), 2011
- Shirayukihime Satsujin Jiken (白ゆき姫殺人事件), 2012
- Bosei (母性), 2012
- Kōkō Nyūshi (高校入試), 2013
- Mame no Ue de Nemuru (豆の上で眠る), 2014
- Yama Onna Nikki (山女日記), 2014
- Monogatari no Owari (物語のおわり), 2014
- Zesshō (絶唱), 2015
- Виновен[18] / Reverse (リバース), 2015
- Utopia (ユートピア), 2015
- Mirai (未来), 2018
- Broadcast (ブロードキャスト), 2018
- Rakujitsu (落日), 2019
- Kakera (カケラ), 2020

## Награды
- 2007 — Shosetsu Suiri New Writers Prize
- 2009 — Japanese Booksellers Award
- 2012 — Mystery Writers of Japan Award
- 2015 — Alex Award[19]

### Номинации
- 2015 — Strand Critics Award for Best First Novel:[20]
- 2015 — Shirley Jackson Award for Best Novel:[21]